# Histoire du parachutisme militaire
 (juin 2011).
Les forces armées prennent rapidement conscience de l'utilité opérationnelle du parachute, inventé en 1783. Le premier saut militaire s'effectue en 1912 (en 1914, en France).
Les développements approfondis débutent en 1930 en Union soviétique et au milieu de la décennie, l'Allemagne s'y intéressa également. La Seconde Guerre mondiale consacre l'importance et la fonction des parachutistes militaires, ainsi que des opérations aéroportées.

## Origine du parachutisme militaire

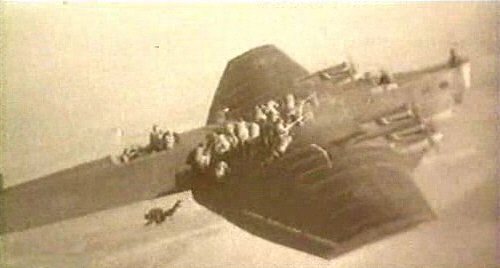
Parachutistes soviétiques sur un Tupolev TB-3 dans les années 1930.

L'inventeur français Louis-Sébastien Lenormand effectue un saut en parachute le 26 décembre 1783, de l'observatoire de Montpellier.
Le 22 octobre 1797, le Français André-Jacques Garnerin expérimente l'un des tout premiers sauts en parachute, d'une montgolfière. Son parachute est en toile. Jeanne-Geneviève Labrosse est la première femme parachutiste, le 12 octobre 1799.
L'Américain Thomas Scott Balwing invente le harnais en 1885. 
L'officier américain le capitaine Albert Berry effectue le premier saut d'un avion, le 1er mars 1912. Des essais sont entrepris par l'armée américaine en vue d'utiliser ce matériel à des fins militaires mais cette expérience reste sans suite.
Le Français Adolphe Pégoud saute d'un avion le 19 août 1913. Il est alors civil.
Le 13 février 1914, à Juvisy, le lieutenant-aviateur Jean Ors saute en parachute d'une hauteur de trois cents mètres depuis un Deperdussin piloté par Lemoine et atterrit sain et sauf. Constant Duclos réalise le deuxième saut militaire, après celui du lieutenant Ors, le 17 novembre 1915.
Selon certaines sources[Lesquelles ?], c'est à la fin de Première Guerre mondiale que les Alliés eurent l'idée de mettre en place une unité militaire au moyen de parachutes, des officiers de l'American Expeditionary Force envisageant une offensive aéroporté en Lorraine pour 1919. 
Après la Première Guerre mondiale, les États-Unis, grâce notamment à la société Irvin, disposent non seulement de parachutes de sauvetage, mais aussi de parachutes « sportifs ». 
Dès la fin des années 1920, un militaire soviétique présente le concept à son état-major qui en voit immédiatement l'intérêt.  Des tours à parachutes sont rapidement mises en place, permettant une utilisation massive par la population, tant féminine que masculine.  De fait, dans les années 1930, le parachutisme est devenu l'un des sports les plus populaires en URSS.  
En parallèle, l'Armée rouge crée les premières unités parachutistes, qui profitent de ce vivier d'adeptes. Il s'agit de « Bataillon d’aviation de destination spéciale ». 
L'arme aéroportée soviétique se développe alors à une vitesse fulgurante et, dès 1934, le monde entier est invité à en découvrir le résultat lors des grandes manœuvres de Kiev. En 1935, 4 000 parachutistes sont déjà formés, et le nombre de parachutistes augmente de 1 500 chaque année. 
Durant la Seconde Guerre mondiale, l'utilisation des parachutistes s’intensifia. Entre 1944 et 1945, la 1re armée aéroportée alliée devient la plus grande formation aéroportée de l'histoire militaire.
De manière générale durant la Seconde Guerre Mondiale, les techniques exactes de saut diffèrent entre chaque pays : les parachutistes soviétiques sortent alors par le toit de leur appareil, les Britanniques par le plancher et les Américains par les portes de l'arrière. Alors que les Américains sortent les pieds les premiers, les Allemands sortent la tête la première.

## Les parachutistes militaires français
Apparues en 1937 au sein de l'Armée de l'air, les premières unités parachutistes subiront la défaite de la Seconde Guerre mondiale pour progresser au contact d'autres unités parachutistes, étrangères et notamment, anglaises. Des divergences apparaissent quant à la question de leur rattachement, chaque Armée, de terre, de l'air, ou de mer, revendiquant des troupes aéroportées. Finalement, chacune des trois armées dispose de parachutistes. En outre, la formation parachutiste fait partie de la formation de nombreux militaires.

### Avant la Seconde Guerre mondiale
À la même époque, en 1934, le gouvernement du Front populaire français, opérant un rapprochement diplomatique avec l'URSS, obtient que quatre militaires français puissent se former à Moscou.
Au cours de ce stage, qui se déroule en mai 1935, cinq officiers, dont deux capitaines de l'Armée de l'Air, André Durieux et Frédéric Geille, par ailleurs pilotes, réalisent chacun une dizaine de sauts nécessaires pour recevoir le brevet.
De retour en France, Geille monte de toutes pièces le Centre d'instruction au parachutisme (CIP) à la Base aérienne d'Avignon-Pujaut, à Pujaut. Dans un premier temps, le CIP forme des moniteurs à l'utilisation du parachute comme moyen de secours des navigants.  Dès l'année suivante, la création de troupes aéroportées est envisagée.
Le CIP reçoit dès lors comme mission de mettre au point les techniques opérationnelles : choix de l'armement emporté (armes individuelles et collectives), moyens de largage, étude des dispersions à l'atterrissage.
C'est ainsi que les moniteurs parachutistes de Pujaut mettent au point une technique inédite de paquetage suspendu par un filin sous le parachutiste : la gaine. Ce dispositif permet de ne pas surcharger l'homme à l'atterrissage ; voire avec une longueur de câble bien étudiée, de toucher terre le temps d'une « respiration » de la voile. Il permet également de ne jamais séparer le combattant de son armement.
Le 1er avril 1937 est créé à Reims, sur l'actuelle base aérienne 112 Reims-Champagne, le 601e Groupe d'infanterie de l'Air, première unité parachutiste militaire française, rattachée à l’Armée de l'air. Elle est constituée selon le modèle de ce qui existait alors déjà en Union soviétique et en Allemagne. 
Le 602e Groupement d’infanterie de l’Air est quant à lui basé à Baraki en Algérie. La mission confiée à cette unité équipée d’une quinzaine d’avions Potez 65 et de deux Potez 540 était « [de] transporter par avion et [de] débarquer par parachute, en territoire ennemi, des détachements d’infanterie ».
En 1938, alors qu'il est civil et professeur de philosophie en Tunisie, André Zirnheld, futur aspirant de l'Armée de l'air, compose une "Prière". Ce texte est diffusé par sa famille dans les années 1950, devenant dans les années 1960 La prière du para.
Le 14 juillet 1938, les quatre cents premiers parachutistes français, des deux GIA de l'Armée de l'air, défilent sur les Champs-Élysées.
En 1939, le 601e GIA se trouve sur la base aérienne de Pujaut (Gard) et le 602e GIA à Montélimar.
Les deux GIA sont dissous le 27 juillet 1940.

### Les parachutistes militaires français depuis 1945
Immédiatement après la Seconde Guerre mondiale, les premières unités parachutistes de la nouvelle armée française, par exemple celles basées dans la région de Pau, dont le régime des vents est propice au parachutisme, doivent alors faire preuve d'adaptation face aux défis pratiques de devoir utiliser du matériel issu des anciens stocks des différents pays utilisant ces techniques différentes, en l'occurrence des avions allemands prévus pour sauter la tête la première en combinaison avec des parachutes américains prévus pour sauter les pieds les premiers.

## Traditions et insignes parachutistes militaires

### Parachutistes militaires français

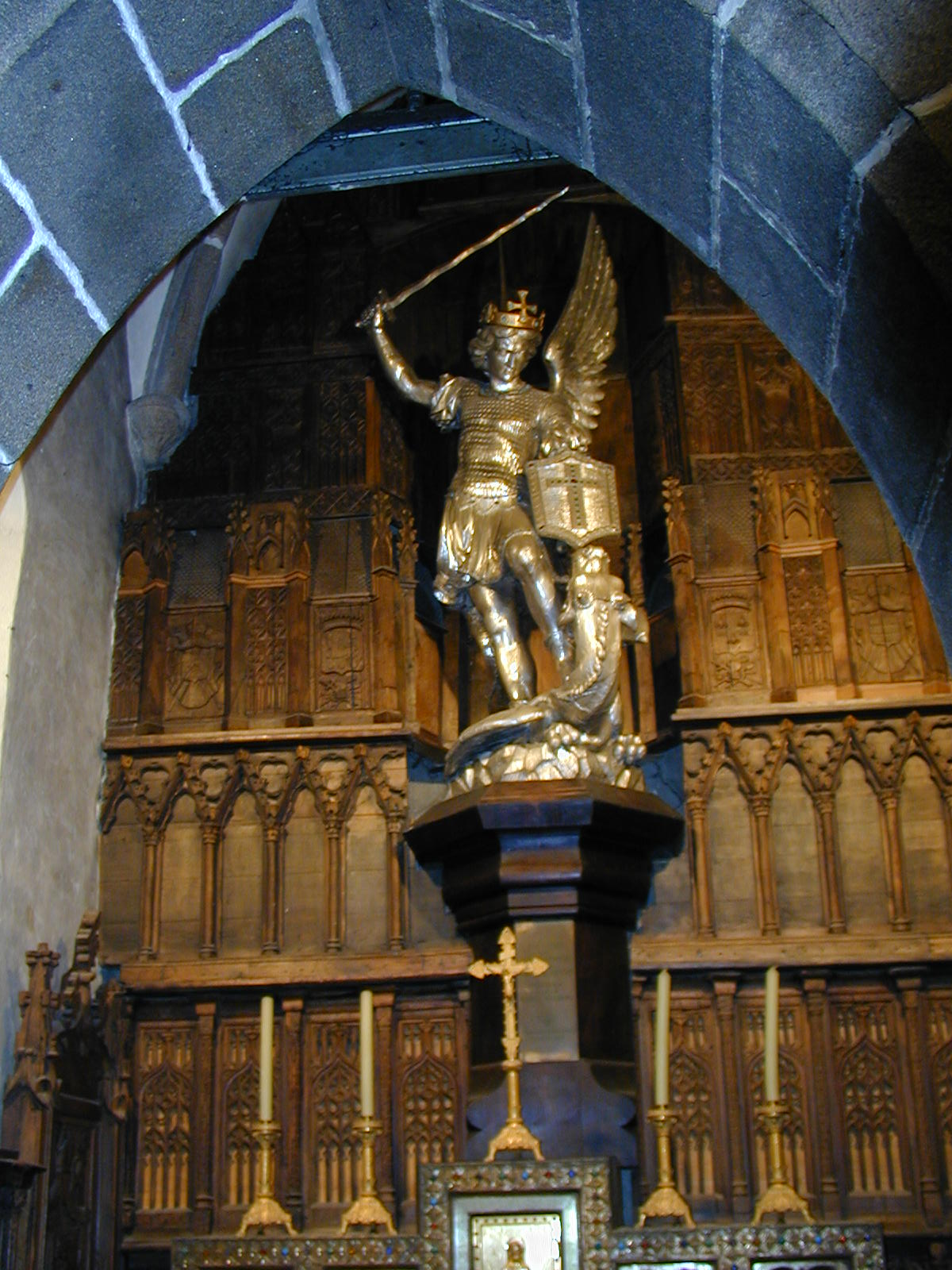
Statue de l’archange saint Michel, patron des paras.
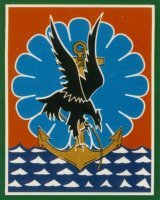
Le Charognard[8].
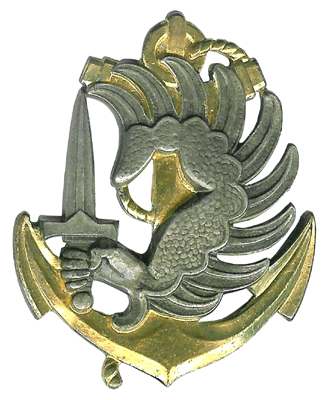
Insigne de béret des parachutistes des troupes de marine.
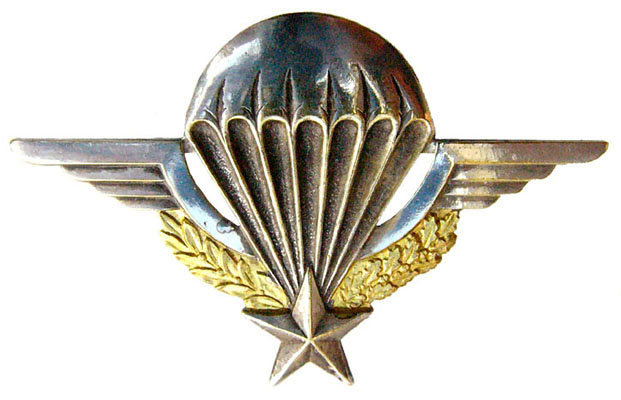
Brevet parachutiste de l'armée française.
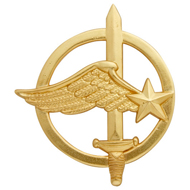
Insigne de béret des commandos parachutistes de l’air.